# Rom (Deux-Sèvres)
Pour les articles homonymes, voir Rom.
Rom (se prononce [ʁɔ̃]) est une commune française, située dans le département des Deux-Sèvres en région Nouvelle-Aquitaine.

## Géographie
C'est une commune française située au sud-est des Deux-Sèvres dans le canton de Lezay. À 50 km à l'est de Niort, elle fait partie du "Pays Mellois".
Elle est traversée par la Dive du Sud (ou la Dive de Couhé, temporaire), petite rivière qui se jette dans le Clain à Voulon (Vienne). La forêt de Saint-Sauvant couvre la partie nord de la commune.
Les Terres rouges à châtaigniers et les Groies constituent les deux terroirs les plus importants du territoire communal.

### Communes limitrophes
Les communes limitrophes sont  Brux, Messé, Saint-Sauvant, Sainte-Soline, Valence-en-Poitou et Vançais.

### Climat
Pour des articles plus généraux, voir Climat de la Nouvelle-Aquitaine et Climat des Deux-Sèvres.
Historiquement, la commune est exposée à un climat océanique du nord-ouest.  
En 2020, Météo-France publie une typologie des climats de la France métropolitaine dans laquelle la commune est exposée à un climat océanique altéré et est dans la région climatique  Poitou-Charentes, caractérisée par un bon ensoleillement, particulièrement en été et des vents modérés.
Pour la période 1971-2000, la température annuelle moyenne est de 11,6 °C, avec une amplitude thermique annuelle de 14,5 °C. Le cumul annuel moyen de précipitations est de 818 mm, avec 12,5 jours de précipitations en janvier et 6,7 jours en juillet. Pour la période 1991-2020, la température moyenne annuelle observée sur la station météorologique la plus proche, située sur la commune de Lezay à 10 km à vol d'oiseau, est de 12,6 °C et le cumul annuel moyen de précipitations est de 945,6 mm,. Pour l'avenir, les paramètres climatiques de la commune estimés pour 2050 selon différents scénarios d’émission de gaz à effet de serre sont consultables sur un site dédié publié par Météo-France en novembre 2022.

## Urbanisme

### Typologie
Au 1er janvier 2024, Rom est catégorisée commune rurale à habitat très dispersé, selon la nouvelle grille communale de densité à sept niveaux définie par l'Insee en 2022.
Elle est située hors unité urbaine et hors attraction des villes,.

### Occupation des sols
L'occupation des sols de la commune, telle qu'elle ressort de la base de données européenne d’occupation biophysique des sols Corine Land Cover (CLC), est marquée par l'importance des territoires agricoles (88,9 % en 2018), une proportion identique à celle de 1990 (88,9 %). La répartition détaillée en 2018 est la suivante : 
terres arables (77,6 %), forêts (9,9 %), zones agricoles hétérogènes (8,7 %), prairies (2,5 %), zones urbanisées (1,3 %). L'évolution de l’occupation des sols de la commune et de ses infrastructures peut être observée sur les différentes représentations cartographiques du territoire : la carte de Cassini (XVIIIe siècle), la carte d'état-major (1820-1866) et les cartes ou photos aériennes de l'IGN pour la période actuelle (1950 à aujourd'hui).

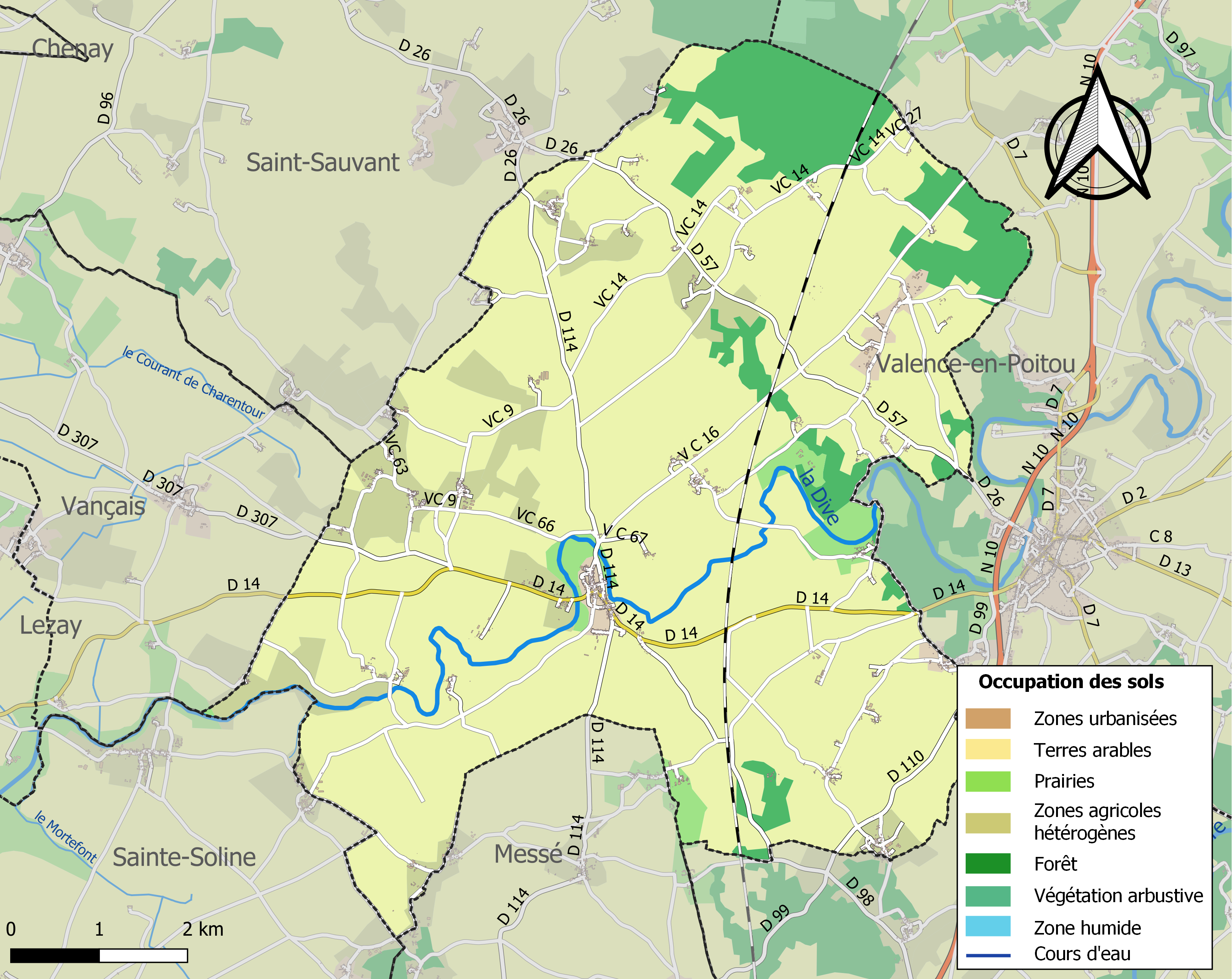
Carte des infrastructures et de l'occupation des sols de la commune en 2018 (CLC).

### Risques majeurs
Le territoire de la commune de Rom est vulnérable à différents aléas naturels : météorologiques (tempête, orage, neige, grand froid, canicule ou sécheresse), inondations, mouvements de terrains et séisme (sismicité modérée). Un site publié par le BRGM permet d'évaluer simplement et rapidement les risques d'un bien localisé soit par son adresse soit par le numéro de sa parcelle.
Certaines parties du territoire communal sont susceptibles d’être affectées par le risque d’inondation par débordement de cours d'eau, notamment la Dive du Sud. La commune a été reconnue en état de catastrophe naturelle au titre des dommages causés par les inondations et coulées de boue survenues en 1982, 1999 et 2010,.

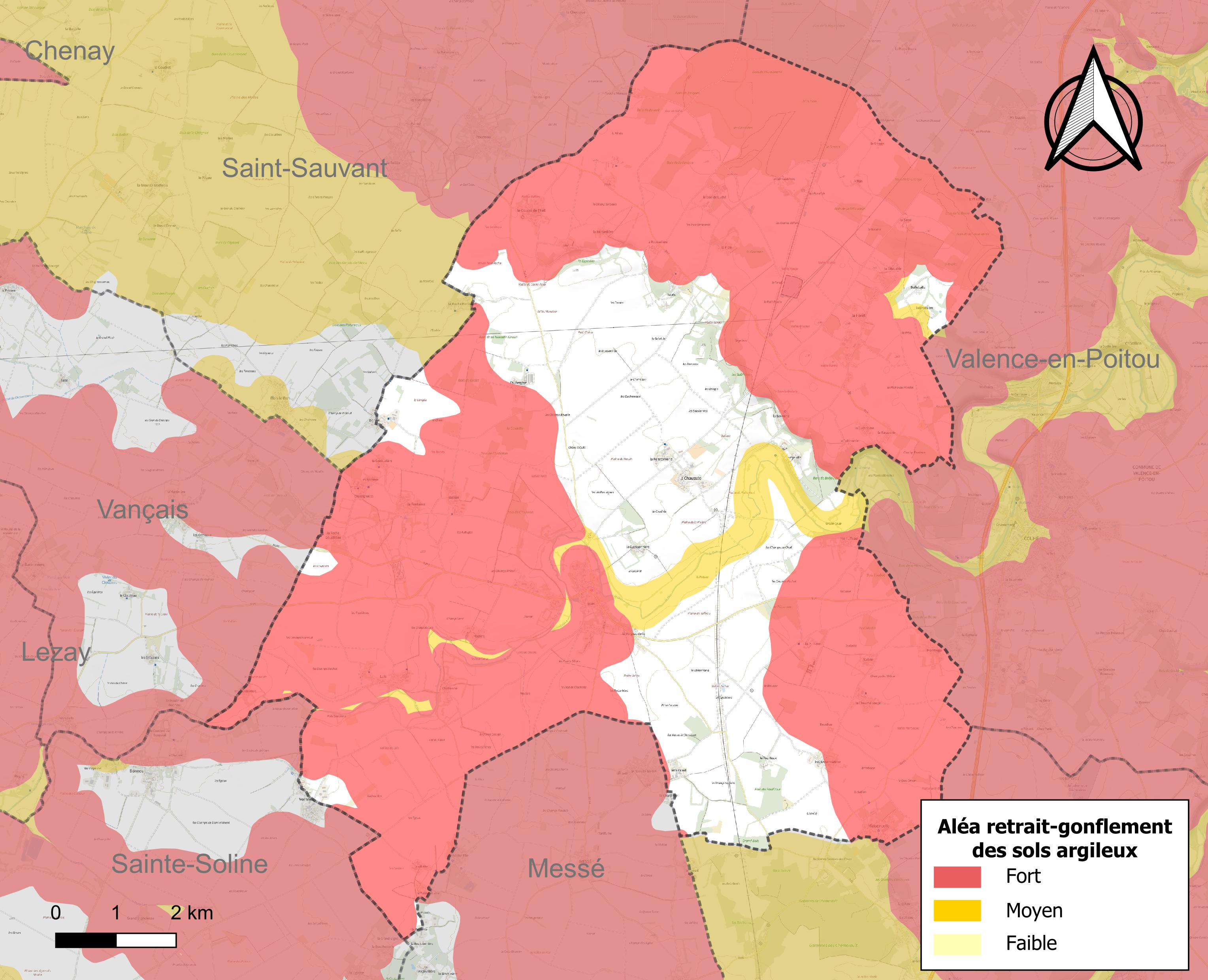
Carte des zones d'aléa retrait-gonflement des sols argileux de Rom.

Les mouvements de terrains susceptibles de se produire sur la commune sont des tassements différentiels. Le retrait-gonflement des sols argileux est susceptible d'engendrer des dommages importants aux bâtiments en cas d’alternance de périodes de sécheresse et de pluie. 72,2 % de la superficie communale est en aléa moyen ou fort (54,9 % au niveau départemental et 48,5 % au niveau national). Depuis le 1er octobre 2020, en application de la loi ELAN, différentes contraintes s'imposent aux vendeurs, maîtres d'ouvrages ou constructeurs de biens situés dans une zone classée en aléa moyen ou fort,.
La commune a été reconnue en état de catastrophe naturelle au titre des dommages causés par la sécheresse en 1995, 2003 et 2016 et par des mouvements de terrain en 1999 et 2010.

## Économie
L'économie de cette commune s'appuie essentiellement sur les activités agricoles : céréales (blé, maïs), oléagineux (colza et tournesol), élevages (caprins, bovins, porcins).

## Toponymie
Rarauna est la forme donnée dans la table de Peutinger où elle est placée entre Brigiosum (Brioux) à gauche et Lemuno (Poitiers) à droite. Cette forme est confirmée par P.Y Lambert qui cite aussi la forme Raraunum, attestée chez Paulin de Nole (poèmes, 10.249). La forme Rauranum résulte d'une métathèse.

## Histoire

### Époque romaine
L'agglomération antique de Rauranum, vicus du territoire des Pictons, s'étendait sur près de 40 hectares au sud du village actuel.
Récemment[Quand ?], des prospections, des fouilles et des photos aériennes ont permis une meilleure reconnaissance du site. Plusieurs temples, thermes, villas, structures artisanales et commerciales (forges, boucheries, écurie notamment), et plus de soixante inscriptions latines (dont trois bornes milliaires) ont ainsi été mis au jour. Un musée de site, le Musée Gallo-Romain de Rauranum, a été créé au bourg.
L'agglomération a été occupée du premier au IVe siècle apr. J.-C. Puis elle s'est peu à peu déplacée légèrement vers le nord pour être au Ve siècle, au haut Moyen Âge, sur l'emplacement du village actuel.

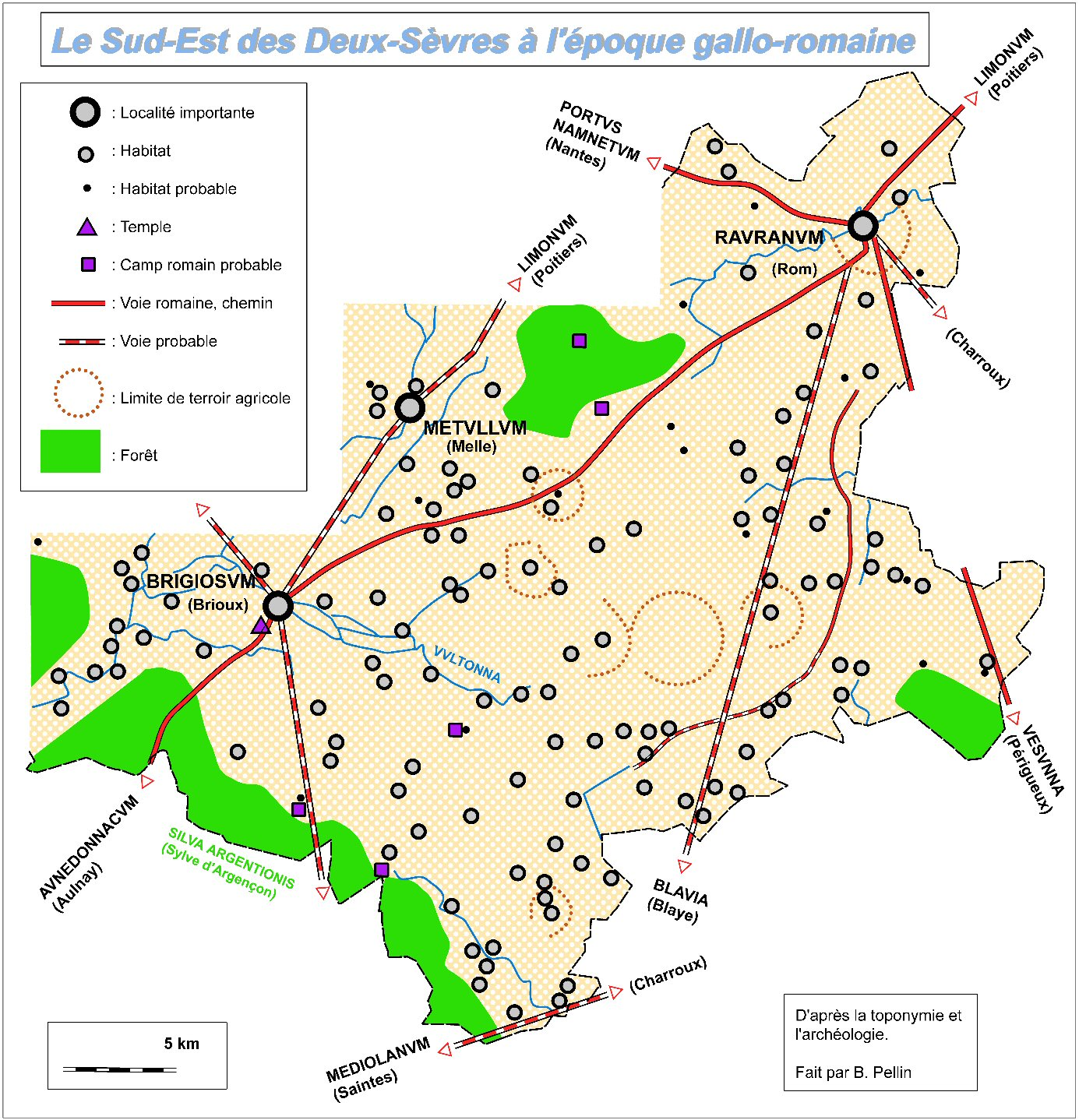
Carte du Sud-Est des Deux-Sèvresà l'époque gallo-romaine d'après la toponymie et l'archéologie.

### Époque médiévale
Moins de choses sont connues de la période médiévale de Rom. À l'époque appelé Rodom, le village a accueilli un archiprêtré. Une vaste nécropole comportant de nombreux sarcophages mérovingiens est repérée autour de l'église actuelle.

### La Seconde Guerre mondiale
En 1944 un groupement de commandos parachutistes anglais fut parachuté non loin de la commune de Rom. Ils furent capturés et fusillés dans la forêt de Saint-Sauvant. Au cimetière du village une plaque et des tombes militaires rappellent cet événement. Et chaque année, à l'occasion de sa commémoration, un groupe de parachutistes saute au-dessus du village.

## Politique et administration
| Période   | Période  | Identité             | Étiquette | Qualité                                           |
| --------- | -------- | -------------------- | --------- | ------------------------------------------------- |
| 1896      | 1937     | Agénor Minault       |           |                                                   |
| 1937      | 1961     | Eugène Lagorre       | Radical   | Conseiller général du Canton de Lezay (1945-1951) |
| 1961      | 1966     | Firmin Vallet        |           |                                                   |
| 1966      | 1971     | André Mauzé          |           |                                                   |
| 1971      | 1983     | André Demarbre       |           |                                                   |
| 1983      | 1995     | Christian Favrelière |           |                                                   |
| 1995      | 2008     | Bernard Collon       |           |                                                   |
| mars 2008 | En cours | Gilles Pichon        | Horizons  |                                                   |

## Population et société

### Démographie
À partir du XXIe siècle, les recensements réels des communes de moins de 10 000 habitants ont lieu tous les cinq ans. Pour Rom, cela correspond à 2006, 2011, 2016, etc. Les autres dates de « recensements » (2009, etc.) sont des estimations légales.
| 1793  | 1800  | 1806  | 1821  | 1831  | 1836  | 1841  | 1846  | 1851  |
| ----- | ----- | ----- | ----- | ----- | ----- | ----- | ----- | ----- |
| 1 315 | 1 348 | 1 388 | 1 437 | 1 655 | 1 560 | 1 738 | 1 783 | 1 780 |

| 1856  | 1861  | 1866  | 1872  | 1876  | 1881  | 1886  | 1891  | 1896  |
| ----- | ----- | ----- | ----- | ----- | ----- | ----- | ----- | ----- |
| 1 838 | 1 808 | 1 815 | 1 736 | 1 806 | 1 880 | 1 937 | 1 950 | 1 744 |

| 1901  | 1906  | 1911  | 1921  | 1926  | 1931  | 1936  | 1946  | 1954  |
| ----- | ----- | ----- | ----- | ----- | ----- | ----- | ----- | ----- |
| 1 714 | 1 635 | 1 628 | 1 519 | 1 507 | 1 511 | 1 481 | 1 438 | 1 360 |

| 1962  | 1968  | 1975 | 1982 | 1990 | 1999 | 2006 | 2011 | 2016 |
| ----- | ----- | ---- | ---- | ---- | ---- | ---- | ---- | ---- |
| 1 292 | 1 162 | 998  | 918  | 833  | 788  | 797  | 880  | 858  |

| 2021 | 2022 | - | - | - | - | - | - | - |
| ---- | ---- | - | - | - | - | - | - | - |
| 821  | 798  | - | - | - | - | - | - | - |

## Lieux et monuments
- Cimetière militaire de la Seconde Guerre mondiale.
- Sites gallo-romains (vestiges d'écurie et sites en cours de fouilles).
- Église Saint-Liphard de Rom.
- Musée de Rauranum (musée gallo-romain).